# Camabatela flygplats
Camabatela flygplats (portugisiska: Aeroporto de Camabatela) är en flygplats i Angola.   Den ligger i provinsen Cuanza Norte, i den nordvästra delen av landet, 250 kilometer öster om huvudstaden Luanda. Camabatela flygplats är belägen 1 268 meter över havet.
Flygplatsen servar Camabatela, som ligger 1,3 kilometer sydväst om flygplatsen. I omgivningarna runt Camabatela flygplatsen växer huvudsakligen savannskog.